# Kathrin Anna Stahl
Kathrin Anna Stahl (* 1977 in Weiden in der Oberpfalz, Bayern) ist eine deutsche Schauspielerin, Regisseurin, Drehbuchautorin und Produzentin.

## Leben
Kathrin Anna Stahl wuchs in der Gemeinde Irchenrieth in der Oberpfalz auf. Nach dem Abitur am Augustinus-Gymnasium in Weiden studierte sie Musiktheater am Richard-Strauss-Konservatorium München und absolvierte parallel eine Schauspielausbildung bei verschiedenen Lehrern der Otto-Falckenberg-Schule. Von 1998 bis 2004 absolvierte sie ihre Schauspielausbildung an der Hochschule für Musik und Theater München.
Während ihrer Studienzeit spielte sie u. a. an der Bayerischen Theaterakademie August Everding.
Neben ihrem Studium arbeitete sie bei Filmprojekten in unterschiedlichen Funktionen. So u. a. bei Marcus H. Rosenmüller als Regieassistentin.
2008 schrieb Stahl das Drehbuch zu ihrem ersten Kurzfilm Letzte Ausfahrt Weiden-Ost, bei dem sie gleichzeitig auch die Regie übernahm. Der Film wurde von Martin Blankemeyer für die Münchner Filmwerkstatt produziert, als Kameramann agierte Johannes Kirchlechner, die Hauptrollen übernahmen Monika Manz, Gerd Lohmeyer und Stefan Murr.
2014 realisierte Stahl erneut einen Kurzfilm, zu dem sie das Drehbuch nach einer Vorlage von Friedrich Hebbel verfasste und selbst die Hauptrolle übernahm. Die Dreharbeiten unter ihrer Regie fanden im März 2014 statt, neben ihr ist Butz Buse in der männlichen Hauptrolle zu sehen.

## Theater
Gleich nach Abschluss ihres Studiums wurde Kathrin Anna Stahl an das Theater Konstanz für Die Blume von Hawaii engagiert und dort von der Berliner Staatsoper Unter den Linden für das gleiche Stück entdeckt. Weitere Stationen (u. a.) ihrer Theaterlaufbahn: Staatstheater Cottbus, Bayerisches Staatsschauspiel, Komödie im Bayerischen Hof, Altes Schauspielhaus Stuttgart, Vorarlberger Landestheater.

## Sonstiges
Stahl ist die erste bekannte Bühneninterpretin der Bettina aus Erich Wolfgang Korngolds einziger Operette: Die stumme Serenade.

## Filmografie (Auswahl)
- 2002: Hotel Deepa (Kurzfilm), Regie: Marcus H. Rosenmüller
- 2004: Küstenwache, Regie: Marcus O. Rosenmüller
- 2004: Der Ranger, Regie: Michael Steinke
- 2004: Im Namen des Gesetzes, Regie: Axel Barth
- 2008: Der Rote Punkt, Regie: Marie Miyayama
- 2010: Bauernsterben (Kurzfilm), Regie: Michael Hoellerer (auch Produzentin)
- 2012: Confession (Confession d'un enfant du siècle)
- 2014: Der Komödienstadel: Alpenglühn und Männertreu – Bayerischer Rundfunk
- 2014: Rauhnacht (auch Regie)
- 2014: Brettl-Spitzen III (Fernsehsendung) – Bayerischer Rundfunk
- 2015: Die Rosenheim-Cops (Fernsehserie, 2 Folgen)
- 2016: Der Alte – Folge 403: Paradiesvogel
- 2016: Sixt Neuwagen Anti Werbung – Regie: Stephan Hilpert[3]
- 2016: Nie mehr wie es war
- 2017: Falsche Siebziger
- 2018: Du bist nicht allein
- 2018: Die Chefin – Der Atem des Teufels
- 2018: Rufmord
- 2018: Winterherz – Tod in einer kalten Nacht
- 2019: Club der einsamen Herzen (Fernsehfilm)
- 2019: Flucht durchs Höllental (Fernsehfilm)
- 2020: Frühling – Keine Angst vorm Leben (Fernsehreihe)
- 2020: Lena Lorenz – Sternenkind (Fernsehreihe)
- 2020: SOKO München: Mordbaum
- 2021: Um die 50 (Fernsehfilm)
- 2021: Hartwig Seeler – Ein neues Leben
- 2021: Kitz (Fernsehserie)
- 2023: München Mord: Damit ihr nachts ruhig schlafen könnt (Fernsehreihe)
- 2025: Watzmann ermittelt - Schnee von gestern (Fernsehserie)
- 2025: Hundslinger Hochzeit